# Лела Андрић
Лелица „Лела“ Андрић српска је турбо-фолк певачица.

## Каријера
Године 1992. Лела снима први албум и песма „Томо мајсторе“ постаје хит. Снимила је укупно 5 албума, а најпознатије песме су јој: „Чаробњаков син“, „Блуза од сувога злата“, „Сунце увек сија“ и „Као пчела“.

## Дискографија

#### Албуми
- Опасно по живот (1992) ПГП РТБ
- Чаробњаков син (1993) ПГП РТС
- Клекни, помоли се (1995) Центро сцена
- Мачка (1996) ПГП РТС
- Београд (2002) Голд видео

Синглови
- Мајстор Тома (1992)
- Чаробњаков син (1993)
- Блуза од сувога злата (1993)
- Јесте, није (1994)
- Око умиљато (1994)
- Као пчела (дует са Никола Павловић) (1996)
- Брате мој (1999)
- Хајде мали (2002) дует са Ацо Пејовић

## Ван сцене
Лела се терети за превару у којој је Швајцарцу Курту Алеспаху 2001. узела 975.000 швајцарских франака и од тог новца отворила хотел „Тара лукс“ на планини Тари.
Такође се терети за прислушкивање телефона вође крушевачког криминалног клана Зорана Јотића Јоткета. Била је удата за контроверзног бизнисмена Срђана Аџемовића.